# Icones Pleurothallidinarum
Icones Pleurothallidinarum é uma série de livros que pretende classificar as mais de quatro mil espécies de Pleurothallidinae, família Orchidaceae, publicados a partir de 1986. A coleção faz parte das Monografias de Sistemática Botânica publicadas regularmente pelo Missouri Botanical Garden. 
Foram publicados 31 volumes da série Icones Pleurothallidinarum, até o ano de 2010, contando mais de quatro mil páginas, tratando de mais de 120 gêneros de Pleurothallidinae. Seu autor é Carlyle August Luer, fundador do Marie Selby Botanical Gardens em Sarasota, Florida. 